# 是永雄
是永 雄（これなが ゆう、生年不詳 - 没年不詳）は、日本の建築家。

## 略歴
福岡県に生まれる。1914年福岡県立中学修猷館を経て、1919年3月名古屋高等工業学校（名古屋工業大学の前身）建築科を卒業。
1919年5月南満洲鉄道に入社。鞍山製鉄所工務課設計科に勤務し、1920年6月退社。
1921年4月鈴木禎次の鈴木建築事務所の所員となり、1922年内国貯金銀行金沢支店建築場、1923年内国貯金銀行京都支店建築場、1926年松坂屋臨時建築部に勤務。
1929年福岡県嘱託となり、内務部営繕課に勤務。1932年福岡県営繕技師となり、1932年内務部営繕課、1935年総務部営繕課に勤務。1943年福岡県技師となり、知事官房営繕課に勤務。1951年5月一級建築士登録。

## 主な作品
- 筥崎宮大鳥居（1930年）
- 日本二十六聖人記念館（監理）（1962年）